# Camptotypus vipioides
Camptotypus vipioides är en stekelart som först beskrevs av Brulle 1846.  Camptotypus vipioides ingår i släktet Camptotypus och familjen brokparasitsteklar. Utöver nominatformen finns också underarten C. v. imperfectus.